# Otus bakkamoena

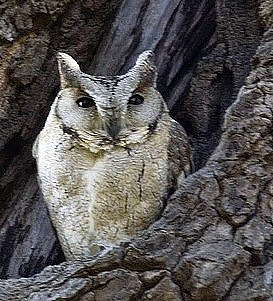
Forma grigia di assiolo indiano.

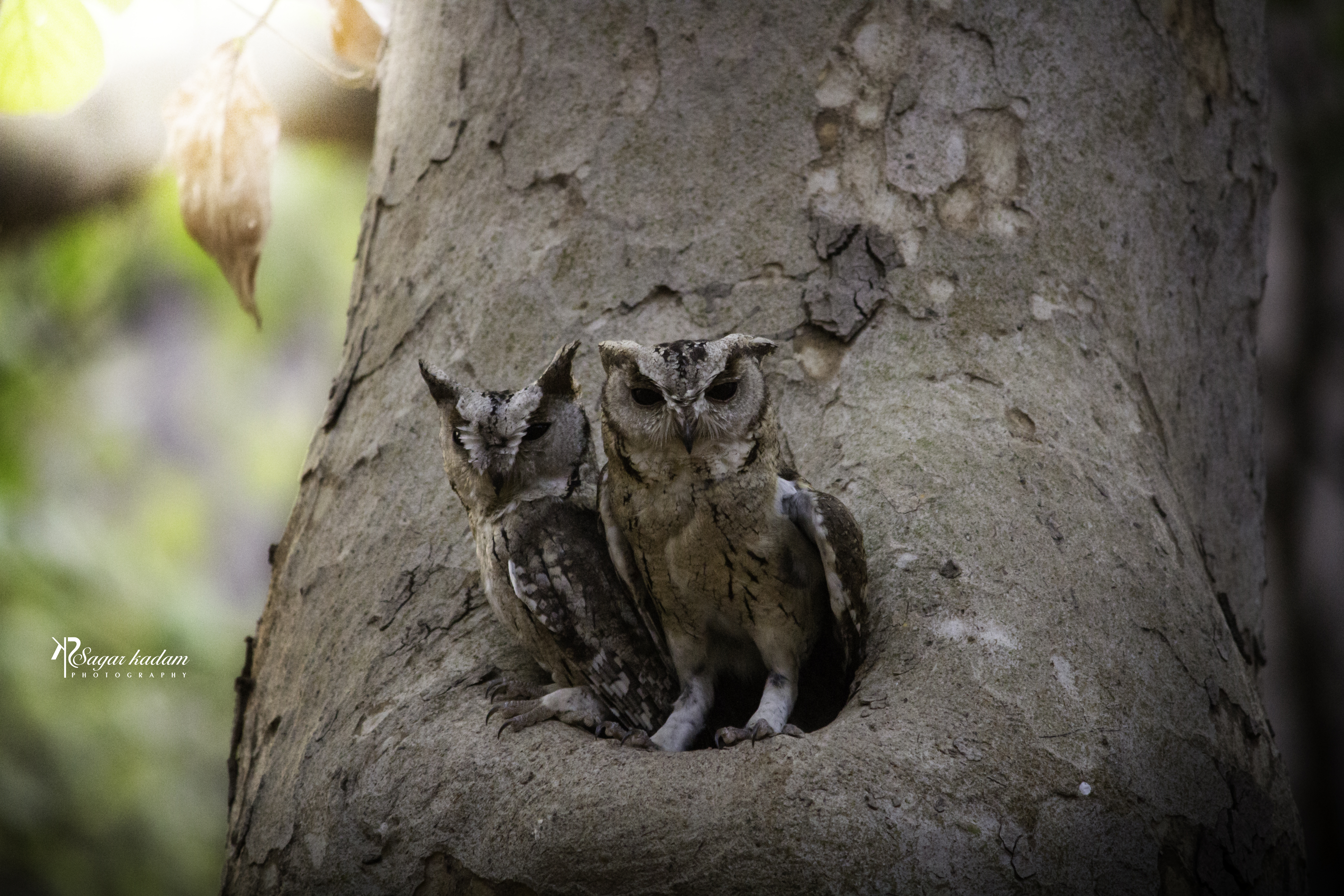
Forma bruna di assiolo indiano.

L'assiolo indiano (Otus bakkamoena Pennant, 1769) è un uccello della famiglia degli Strigidi originario del subcontinente indiano.

## Descrizione

### Dimensioni
Misura 20-22 cm di lunghezza ed ha un'apertura alare di 60,5-61 cm nel maschio e di 66 cm nella femmina; pesa 125-152 g.

### Aspetto
In questo rapace di medie dimensioni il piumaggio varia dal bruno-sabbia al marrone camoscio ed è ricoperto da macchie e puntolini neri e marrone scuro. Le ali sono arrotondate e i ciuffetti auricolari sono particolarmente sviluppati. Il disco facciale è particolarmente evidente ed è nettamente contornato da una banda nerastra.
Per quanto riguarda la forma grigia, le parti inferiori presentano una colorazione camoscio-grigio chiaro. Nella forma bruna, il ventre è più sfumato di camoscio-rosso. I lievi motivi a forma di freccia che la decorano sono interconnessi da sottili ornamenti a forma di onda e da leggere vermicolature.
Un doppio collare circonda discretamente la parte posteriore della testa, il primo a livello della nuca e il secondo sulla parte alta del collo. Gli occhi sono marrone scuro o di colore variabile dal nocciola al giallastro. Le zampe sono ricoperte di piume fino alla base dei piedi.
Fino a non molto tempo fa l'assiolo indiano veniva raggruppato in una singola specie assieme all'assiolo della Sonda (Otus lempiji), all'assiolo dal collare (O. lettia) e all'assiolo del Giappone (O. semitorques); le quattro specie presentano tutte dimensioni e colore simili, ma differiscono per l'aspetto dei ciuffetti auricolari.

### Voce
Il maschio produce dei what?.... what?...wwatt leggermente interrogativi e a intervalli regolari, che ricordano il gracidio di una rana. Queste serie di note interrogative sono intervallate da pause. Esso emette occasionalmente anche una sorta di parlottii e di delicati «borbottii» ripetuti più volte. Questi ackackackakak che salgono di tonalità formano delle catene di 5 secondi che si alternano spesso alle note normali, ma a volte vengono emessi anche in modo indipendente.

## Biologia
Gli assioli indiani sono rigorosamente notturni. È estremamente raro riuscire a vederli durante il giorno e, durante la notte, è possibile localizzarli solo udendo i loro richiami, in quanto la loro presenza è tradita da deboli wii wii monosillabici. Durante il giorno si nascondono in zone all'ombra o sui rami che presentano un fogliame molto sviluppato, restando in posizione eretta e perfettamente immobili.

### Alimentazione
Gli assioli indiani si nutrono di coleotteri, di cavallette e di altri tipi di insetti, ma il loro menu comprende anche lucertole, topi e uccelli di piccole dimensioni. Pipistrelli e roditori sono prede occasionali. Particolarmente apprezzate sono le larve di insetto.

### Riproduzione
La stagione della nidificazione va da dicembre a maggio, ma varia notevolmente da regione a regione. Il picco della deposizione delle uova si riscontra in marzo e aprile. Nel sud del loro areale la riproduzione di questi uccelli è strettamente influenzata dalle precipitazioni. In Pakistan la deposizione delle uova e le parate nuziali sono più numerose nel mese di marzo.
I nidi vengono generalmente installati nelle cavità naturali dei tronchi degli alberi, tra 2 e 7 metri di altezza dal suolo. A volte questi uccelli nidificano anche in edifici abbandonati non lontano dalle abitazioni e in rami cavi caduti a terra.
La covata comprende generalmente da 3 a 5 uova che vengono covate per 25-27 giorni. Queste hanno una forma arrotondata e misurano 31 millimetri per 27. Con ogni probabilità i genitori condividono i vari compiti parentali quali la cova e l'alimentazione dei piccoli, ma questo richiede tuttora una conferma.

## Distribuzione e habitat
Gli assioli indiani frequentano le foreste e le aree boschive in corso di rigenerazione, ma si trovano anche nelle zone ricoperte da vegetazione di tipo desertico e nei fitti boschetti situati nei giardini urbani. Questi rapaci di piccole dimensioni apprezzano anche i frutteti di mango e di altri alberi da frutto che si trovano ai margini dei villaggi e dei terreni coltivati. Sono in grado di vivere a varie altitudini, dal livello del mare fino a 2200 metri.
Come indica il loro nome, questi assioli sono originari del subcontinente indiano. Il loro areale comprende il settore nord-occidentale dell'Himalaya, le pianure settentrionali fino al Bengala, al Pakistan e al Nepal e tutto il resto della penisola, nonché lo Sri Lanka. Probabilmente sono presenti anche nel Pakistan meridionale (Sindh) e nell'Iran sud-orientale, come indicano testimonianze ormai datate.

## Tassonomia
Vengono ufficialmente riconosciute quattro sottospecie:
- O. b. deserticolor Ticehurst, 1922, diffusa nelle regioni occidentali e meridionali del Pakistan e, forse, nell'Iran sud-orientale; sono probabilmente errate le voci che la vogliono presente in Oman;
- O. b. gangeticus Ticehurst, 1922, diffusa dalle regioni nord-occidentali di Pakistan e India fino alle pianure del Nepal;
- O. b. marathae Ticehurst, 1922, diffusa dalle regioni centro-settentrionali dell'India peninsulare alle regioni meridionali del Bengala Occidentale;
- O. b. bakkamoena Pennant, 1769, diffusa nelle regioni sud-occidentali e sud-orientali dell'India e nello Sri Lanka.

## Conservazione
Secondo BirdLife International la specie non è da considerarsi minacciata. Claus König, nella sua monografia sugli Strigiformi, Owls of the world, sostiene che essa è persino frequente in Pakistan e localmente comune nella penisola indiana.